# Basílica de Constantino de Tréveris

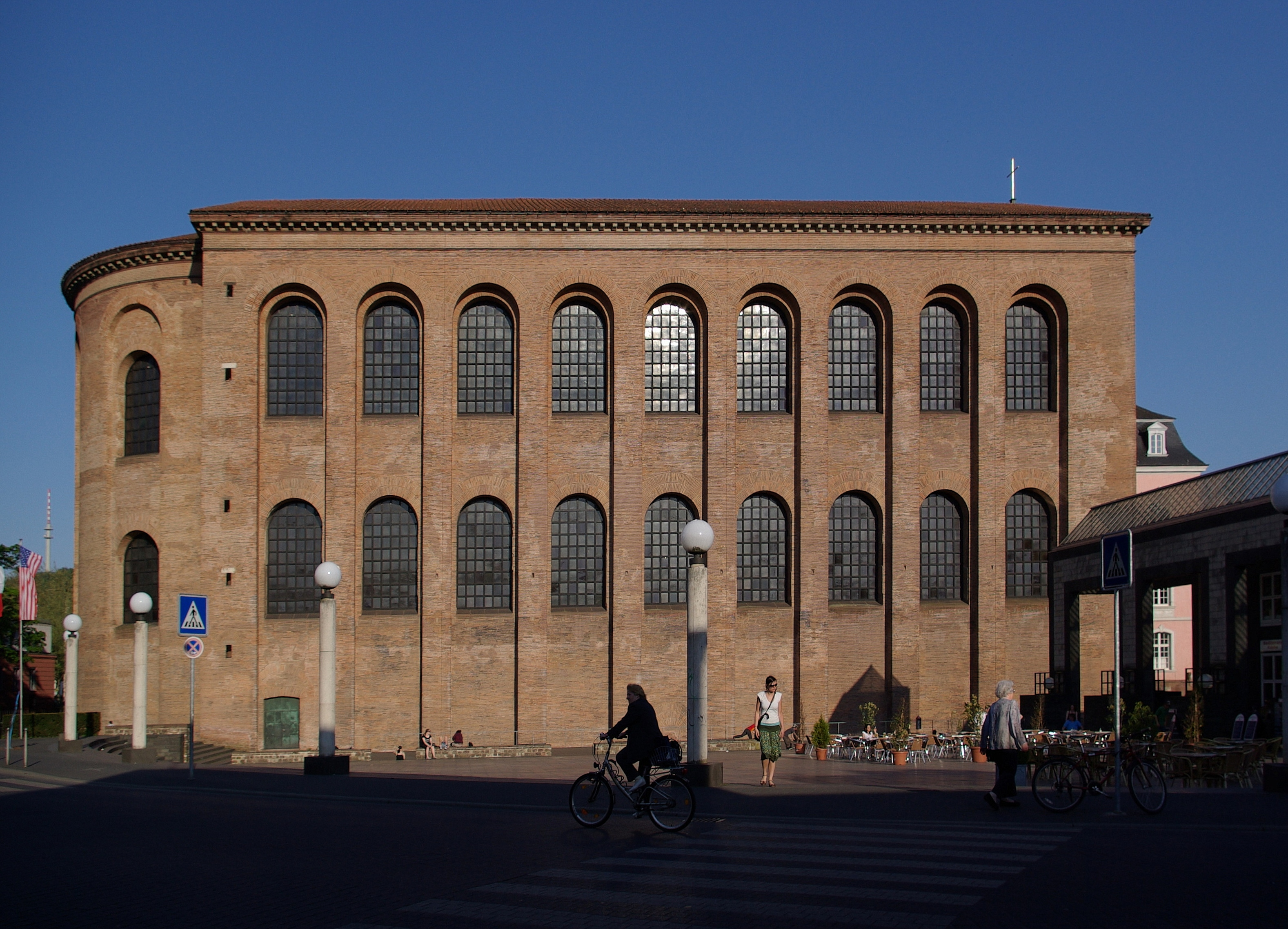
Basílica de Constantino vista desde el Oeste.

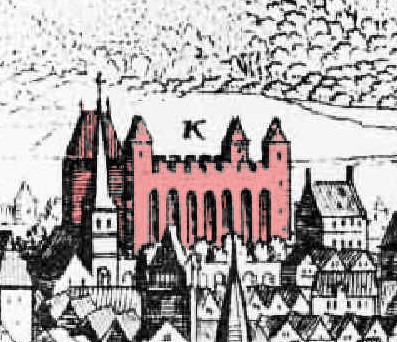
Basílica (estampa de 1648, según un bosquejo de 1548-50).

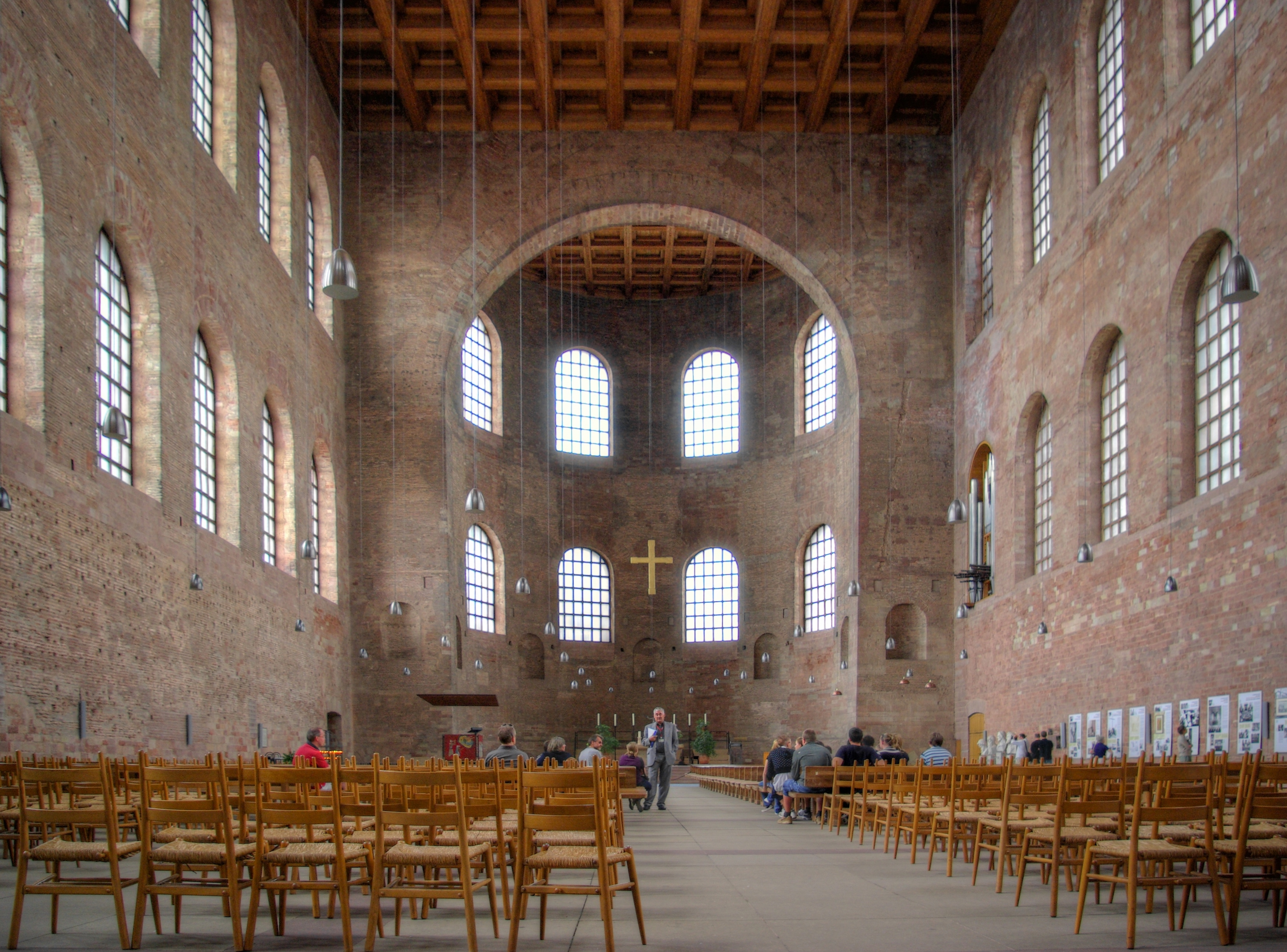
Vista actual del espacio interior en su lado norte.

El Aula Palatina, Basílica de Constantino o Konstantinsbasilika en alemán, es una construcción de ladrillos de planta rectangular, datada en el año 310 y situada en la ciudad de Tréveris, Alemania. En origen eran un aula (o galería cubierta) romana y guarda la más extensa sala que haya llegado a los tiempos modernos desde la Antigüedad clásica. El espacio interior del edificio mide 67 m de largo, 27'5 m de ancho (o sea 225×92 pies romanos) y 30 metros de altura.  Presenta un gran ábside semicircular, que albergaba el trono del emperador romano.
En 1986, la basílica de Constantino, así como otros monumentos romanos que se conservan en Tréveris y en la región, se inscribe en la lista de Patrimonio de la Humanidad por la Unesco, dentro del conjunto denominado Monumentos romanos de Tréveris (Porta Nigra, anfiteatro, basílica de Constantino, Barbarathermen, puente romano de Tréveris, termas imperiales y columna de Igel), catedral de Tréveris e iglesia de Nuestra Señora de Tréveris.

## Historia
El aula, construida a principios del siglo IV, servía como salón del trono de Constantino I el Grande. Internamente se equipó con paramentos de mármol, con nichos que albergaban efigies de mármol. Se calentaban el suelo y las paredes. El tamaño y el lujo de sus edificios servían a los romanos para demostrar su pujanza.
Es imposible datar con precisión la construcción de la basílica. Lo que es cierto, es que se construyó con las piedras de edificios más antiguos, y que no constituía un edificio aislado, sino que en la época de la Antigüedad tardía formaba parte del recinto del palacio imperial: los vestigios de los edificios adyacentes se sacaron a la luz en los años ochenta y son hoy visibles.
El aspecto actual de la basílica no recuerda a la arquitectura de origen, ya que en aquella época los ladrillos estaban cubiertos de enlucidos. Algunos rastros de estos enlucidos de origen así como algunas características antiguas se conservaron a la altura de los vanos.
La calefacción de esta gigantesca parte estaba garantizada por el siguiente dispositivo: bajo un suelo doble que funciona como hipocausto se encontraban cinco calderas, de donde se elevaba el aire caliente tanto por convección entre los dos suelos como detrás del recubrimiento de mármol que revestía las paredes. Así el suelo no era la única superficie que calienta. La evacuación del aire caliente se efectuaba por las aberturas en parte superior del edificio; de paso, calentaba las paredes, las cuales servían en la práctica de radiadores.
Después de los saqueos sufridos por los pueblos germánicos, el edificio fue casi destruido. El techo probablemente se desfondó en la Edad Media; a partir de 1008 las paredes se reconvirtieron plaza fuerte. En consecuencia, el complejo sirvió de residencia principesca a los arzobispos de Tréveris. En el siglo XII, el ábside fue transformado en torre para albergar al arzobispo. Este aspecto prevaleció hasta alrededor del año 1600.
En el siglo XVII, el Aula Palatina pasó a ser utilizada como palacio, cuando el arzobispo Lothar von Metternich hizo construir su palacio principesco anexo a la basílica a principios del siglo XVII. Para ello, la pared este fue parcialmente demolida y también el meridional, mientras que el resto se integró directamente en el nuevo palacio. En los períodos napoleónico y prusiano, el lugar sirvió de alojamiento militar. El rey Federico Guillermo IV de Prusia ordenó su reconstrucción, volviendo a la arquitectura romana original según una reconstrucción de coronel Carl Schnitzler (1846-1856).
En 1856, fue consagrada «para la eternidad» al culto protestante y desde entonces cumple la función de templo dedicado a San Salvador, aunque siguió siendo propiedad del Estado Federado de Renania-Palatinado. A finales del siglo XIX, el escultor Gustav Kaupert de Fráncfort realizó cinco estatuas para la basílica, representando a Jesucristo y los Evangelistas. De estas estatuas sólo quedan hoy en día las cabezas.
El edificio ardió por completo en 1944. La reconstrucción se hizo después de la guerra voluntariamente con mucha prudencia. Para la reconstrucción, sólo los ladrillos de paramentos aparentes se utilizaron para los muros interiores, reconstruidos con un aire histórico al siglo XIX.